# Moody Yachts
Moody ist eine englische Marke für Segelyachten. Seit 2007 gehört sie zur HanseYachts AG, Greifswald.

## Geschichte

### Reparaturbetrieb und Holzboote (1827–1964)

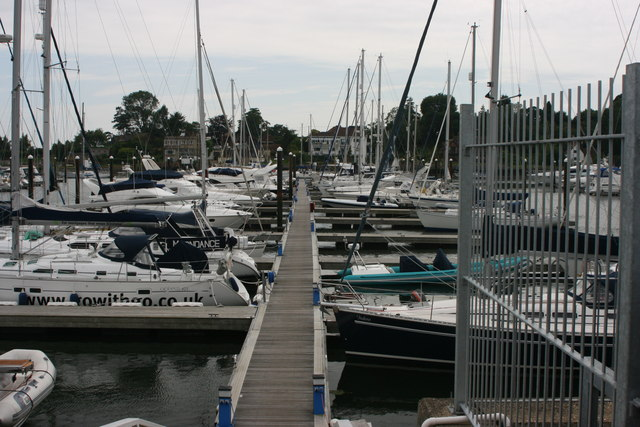
Steg der ehemaligen Moody-Werft in Swanwick (2007)

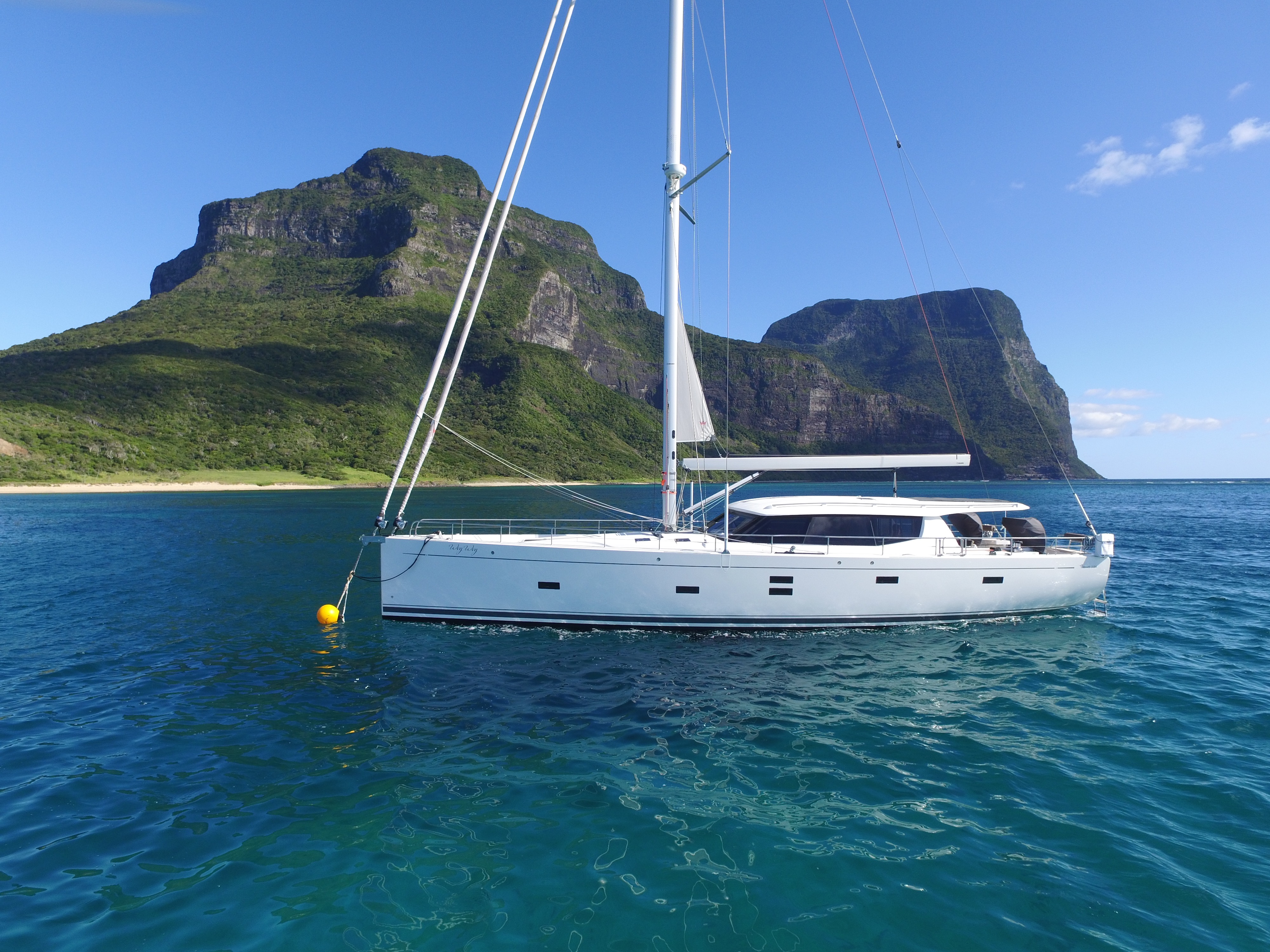
Moody 54 DS (ab 2014)

Die Ursprünge von Moody reichen bis ins 19. Jahrhundert zurück. Der Bootsbauer John Moody gründete 1827 in Swanwick (Borough of Fareham) am Ufer des Hamble einen Werftbetrieb, der sich vor allem mit der Reparatur und Überholung von Fischerbooten befasste. Als John Moody 1880 starb, hinterließ er das Geschäft seinem Sohn Alexander, der bald auch kleine Dingis baute.
1935 stellte die Moody-Werft in Swanwick erste größere Segelyachten in Holzbauweise her. Das erste Modell, die Vindilis, entstand nach dem Design von T. Harrison-Butler. Der Servicebetrieb wurde parallel zum Bootsbau fortgesetzt. Nach und nach wurde das Werksgelände erweitert, so dass Moody auch größere Yachten bauen konnte. Neben dem Werftbetrieb ließ die weiterhin federführende Moody-Familie eine Marina errichten.

### Segelyachten aus Kunststoff (1965–2004)
Ab 1965 brachte Moody GFK-Segelyachten auf den Markt. Mit Entwürfen von Yachtkonstrukteuren wie Laurent Giles, Angus Primrose und Bill Dixon entwickelte sich das Unternehmen zu einem führenden europäischen Yachthersteller.
Die Ölkrise 1973 und der folgende Einbruch auf dem Motorbootmarkt veranlassten John Moody, sich mit David King von Marine Projects (Plymouth) Ltd, dem Hersteller der Princess-Motoryachten, zusammenzuschließen. King hatte ein weltweites Händlernetzwerk, Moody die geeigneten Produktionshallen. Die Zusammenarbeit der beiden Unternehmer war sehr erfolgreich. Pro Jahr produzierten sie bis zu 400 Segelyachten von 27 bis 64 Fuß Länge. Für das Design aller Modelle waren Bill Dixon und Angus Primrose zuständig. Aufgrund sinkender Umsätze im Segelyachtbau lösten die Unternehmen die Verbindung 2003 wieder auf. In ihrer 30-jährigen Kooperation hatten sie 39 Modelle entwickelt und 4.233 Boote verkauft. Auf der Suche nach neuen Produktionshallen fand Moody mit der VT Halmatic Ltd einen passenden Partner. Eine neue Modellreihe wurde entwickelt, bestehend aus den Modellen Moody 49, Moody 56 und Moody 66.

### Stilllegung, Verkauf der Marke, Neustart (2005–heute)
Im Jahr 2005 verkaufte die Gründerfamilie in siebter Generation das Unternehmen an die Premier Marinas Ltd, Swanwick. Ein Jahr später wurde die Produktion eingestellt. 2007 erwarb die deutsche HanseYachts AG die Markenrechte und produziert seither am Standort Greifswald Moody-Segelyachten mit einer Länge von 41 bis 54 Fuß.

## Modellreihen
Bis zur Übernahme der Marke durch die HanseYachts AG war Moody bekannt für seine komfortablen Mittelcockpit-Yachten. Ab 2007 entwickelte Bill Dixon auf dieser Basis zwei weiterhin komfortbetonte Modellreihen mit jedoch deutlich verändertem Konzept:
- die AC-Reihe (auch: Classic) mit Achtercockpit und klassischen Yachtlinien oberhalb der Wasserlinie (Retrodesign)[4][5]
- die DS-Reihe mit Achtercockpit, Decksalon und hohem Schanzkleid[6][7]

## Aktuelle Modelle
| Modell      | Launch | Länge ü.a. (m / ft) | Breite (m / ft) | Gew. 1 (t) | Segelfl. (m²) | STZ 2 stand. |
| ----------- | ------ | ------------------- | --------------- | ---------- | ------------- | ------------ |
| Moody AC 41 | 2009   | 12,96 / 42′ 6″      | 4,08 / 13′ 5″   | 8,9        | 82,0          | 4,4          |
| Moody DS 41 | 2020   | 12,52 / 41′ 1″      | 4,20 / 13′ 9″   | 11,2       | 83,0          | 4,1          |
| Moody DS 45 | 2008   | 13,72 / 45′         | 4,57 / 14′ 12″  | 14,0       | 106,5         | 4,3          |
| Moody DS 54 | 2014   | 17,10 / 56′ 1″      | 5,19 / 17'      | 24,7       | 140,6         | 4,1          |

## Regatten
Eine Yacht des Modells Moody 54 DS nahm zwei Mal erfolgreich am Rolex Sydney Hobart Yacht Race teil. Im Jahr 2014 erreichte Eigner Trevor Richardson mit seinem Team den 89. Platz. Zwei Jahre später passierte die Crew das Ziel als 67. Yacht. Das Sydney Hobart Yacht Race gilt als eine der anspruchsvollsten Hochseeregatten der Welt.

## Auszeichnungen
- Moody AC 41: „Boat of the Year 2013“ (verliehen von Cruising World)
- Moody DS 54: „Adriatic Boat of the Year 2015“
- Moody DS 41: „British Yachting Award 2020“